# Даленхајм
Даленхајм (фр. Dahlenheim) насеље је и општина у источној Француској у региону Алзас, у департману Доња Рајна која припада префектури Молсхајм.
По подацима из 2011. године у општини је живело 764 становника, а густина насељености је износила 142,8 становника/km². Општина се простире на површини од 5,35 km². Налази се на средњој надморској висини од 245 метара (максималној 291 m, а минималној 170 m).

## Демографија
| 1962. | 1968. | 1975. | 1982. | 1990. | 1999. | 2011. |
| ----- | ----- | ----- | ----- | ----- | ----- | ----- |
| 542   | 567   | 551   | 502   | 467   | 582   | 764   |

График промене броја становника у току последњих година